# L'Amour aux temps du choléra (film)
Pour plus de détails, voir Fiche technique et Distribution.
L'Amour aux temps du choléra (Love in the Time of Cholera) est un film américain réalisé par Mike Newell et sorti en 2007. Il s'agit d'une adaptation du roman du même nom de l'écrivain colombien Gabriel García Márquez (1985). Le film met en vedette Javier Bardem. Il a été tourné principalement dans la ville de Carthagène des Indes en 2006.
La chanteuse Shakira a collaboré à la bande originale du film avec deux chansons, Hay Amores et Despedida, en collaboration avec le musicien argentin Pedro Aznar. Despedida a reçu une nomination au Golden Globe de la meilleure chanson originale en 2008. Le film comprend aussi une version de Pienso en Ti, chanson issue de son album Pies Descalzos (1995).

## Synopsis
À la fin du XIXe siècle, sur la côte caribéenne de Colombie, près de Carthagène des Indes, c'est une période de crise et de guerres civiles qui ravagent le pays. Dans les villes côtières vient l'épidémie de choléra et les « symptômes de l'amour qui sont pris pour cette maladie ». Fermina Daza est courtisée depuis son adolescence par Florentino Ariza, un télégraphiste pauvre et poète. Ce dernier est insistant et écrit sans cesse des sérénades poétiques en parlant de l'amour. Leurs différences sociales, leurs caractères et le père de la fille les ont finalement séparés.
Florentino lui jure cependant un amour éternel et il sera en mesure d'attendre 53 ans, 9 mois et 4 jours celle qu'il considère comme étant l'amour de sa vie. Quelques années plus tard, Fermina épouse Juvenal Urbino (Benjamin Bratt), un médecin de grande culture qui a réussi à endiguer l'épidémie de choléra de la ville. Ce mariage désole Florentino, mais sa mère lui jette une veuve (Angie Cepeda) bien disposée dans son lit et il découvre que le sexe est un excellent remède pour le soulager de sa douleur.
Ariza connaît de très nombreuses aventures avec des femmes de toutes conditions : certaines sont veuves et d'autres sont célibataires. Très vite, il commence à les dénombrer tout en les décrivant dans un cahier. Finalement il en comptera 622 dans ses notes.
Devenu un riche armateur, son seul but dans la vie sera d'attendre patiemment le jour où le docteur Urbino mourra pour reconquérir Fermina et enfin l'épouser et vivre avec elle pour l'éternité.

## Fiche technique
Sauf indication contraire, les informations mentionnées dans cette section peuvent être confirmées par la base de données cinématographiques IMDb,  présente dans la section « Liens externes ».
- Titre original : Love in the Time of Cholera
- Titre français et québécois : L'Amour aux temps du choléra
- Réalisation : Mike Newell
- Scénario : Ronald Harwood, d'après L'Amour aux temps du choléra de Gabriel García Márquez
- Musique : Antonio Pinto
- Chansons : Shakira
- Décors : Wolf Kroeger
- Costumes : Marit Allen
- Photographie : Affonso Beato
- Montage : Mick Audsley
- Production : Scott Steindorff

Coproducteurs : Brantley M. Dunaway
Producteurs délégués : Danny Greenspun, Robin Greenspun, Scott LaStaiti, Chris Law, Luisa Law, Michael Nozik, Michael Roban et Dylan Russell
- Effets spéciaux : Double Negative
- Sociétés de production : New Line Cinema, Stone Village Pictures, Cholera Love Productions et Grosvenor Park Media
- Sociétés de distribution : Metropolitan Filmexport (France), New Line Cinema (États-Unis)
- Budget : 50 millions de dollars
- Pays de production :  États-Unis
- Langue originale : anglais
- Format : couleur
- Genre : drame
- Durée : 139 minutes
- Dates de sortie[1] :
  - États-Unis : 16 novembre 2007
  - France : 26 décembre 2007
- Classification[2] :
  - États-Unis : R

## Distribution
Légende : VF = Version Française[réf. nécessaire] et VQ = Version Québécoise
- Javier Bardem (VF : Frédéric van den Driessche et VQ : François Godin) : Florentino Ariza
- Giovanna Mezzogiorno (VF : Déborah Perret et VQ : Manon Arsenault) : Fermina Daza
- Benjamin Bratt (VF : Jean-Pierre Michaël et VQ : Pierre Auger) : Dr Juvenal Urbino
- John Leguizamo (VF : Julien Kramer et VQ : Antoine Durand) : Lorenzo Daza
- Fernanda Montenegro (VQ : Élizabeth Chouvalidzé) : Tránsito Ariza
- Catalina Sandino Moreno (VF : Céline Mauge et VQ : Rose-Maïté Erkoreka) : Hildebranda Sanchez
- Alicia Borrachero (VQ : Marika Lhoumeau) : Escolástica
- Liev Schreiber (VQ : Daniel Picard) : Lotario Thurgot
- Laura Harring (VQ : Isabelle Leyrolles) : Sara Noriega
- Héctor Elizondo (VF : Féodor Atkine et VQ : Luis de Cespedes) : Don Leo
- Ana Claudia Talancón (VQ : Éveline Gélinas) : Olimpia Zuleta
- Angie Cepeda : La Viuda de Nazareth
- Patricia Castañeda (en) : Grand Lady 4
- Unax Ugalde (VF : Pierre Tessier et VQ : Nicolas Charbonneaux-Collombet) : Florentino, adolescent
- Marcela Mar (en) (VQ : Émilie Bibeau) : America Vicuña
- Paola Turbay : l'une des femmes mystérieuses